# Inga calantha
Inga calantha là một loài rau đậu thuộc họ Fabaceae.
Loài này chỉ có ở Brasil.